# Culex machadoi
Culex machadoi är en tvåvingeart som beskrevs av Silva Mattos, Silveira Guedes och Xavier 1978. Culex machadoi ingår i släktet Culex och familjen stickmyggor. Inga underarter finns listade i Catalogue of Life.